# Ilișești
Ilișești è un comune della Romania di 2 701 abitanti, ubicato nel distretto di Suceava, nella regione storica della Bucovina. 
Il comune è formato dall'unione di 2 villaggi: Brașca e Ilișești.